# Електронний промінь

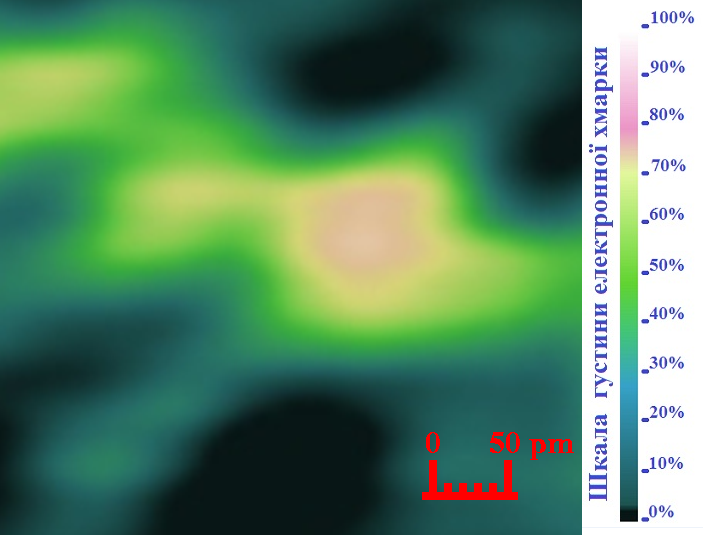
Інтенсивність електронного променя прямо пропорційна щільності електронної хмарки атома. Денситометрія електронної хмарки атома C_{6}: два внутрішніх електрони (жовта куля); два валентні зв'язки (зелена міжатомна гібридизація); два зовнішніх активних електрони (блакитні пелюстки); вільний простір (чорний). Праворуч наведено шкалу інтенсивності електронного променя
.

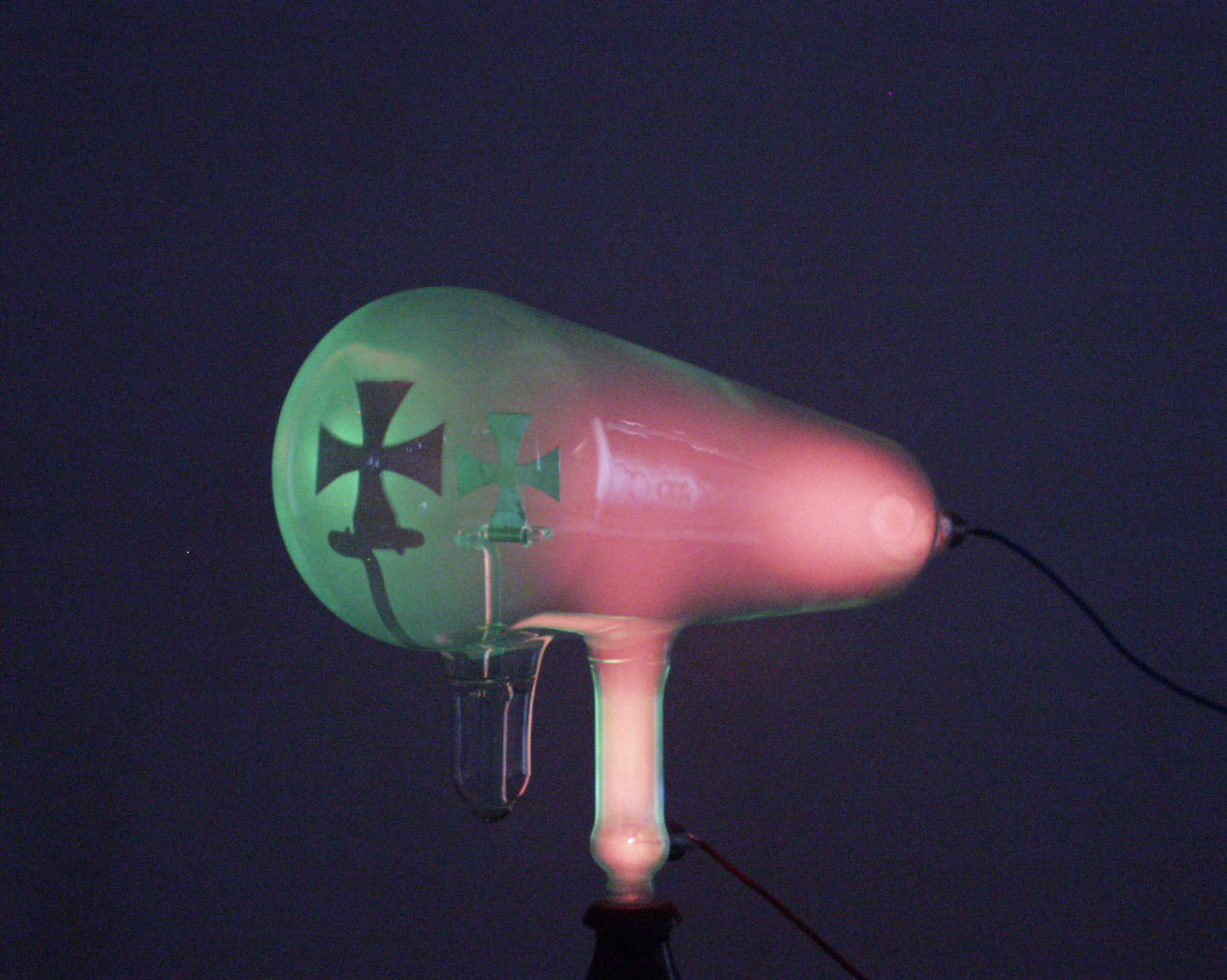
Тінь, яку утворюють електронні промені на стінках трубки Крукса

Електро́нний про́мінь (англ. electron beam, застаріле катодний промінь) — потік вільних електронів у вакуумі, напрям руху якого  змінюється магнітними та електричними полями через наявність електричного заряду. Електронний промінь є основою для різноманітних  спеціалізованих застосувань у виробництві напівпровідників, мікроелектромеханічних системах, наноелектромеханічних системах, мікроскопії та пікоскопії .

## Історія
У 1838 році Майкл Фарадей застосував високу напругу між двома металевими електродами на обох кінцях скляної трубки, з якої було частково віддалено повітря і помітив дивну світлову дугу з початком на катоді (негативний електрод), а кінцем на аноді (позитивний електрод). У той час атоми були найменшими відомими частинками та вважалися неподільними, електрон був невідомий, а те, що переносило електричний струм, було загадкою. Протягом останньої чверті 19 століття було винайдено багато геніальних типів трубок Крукса, які використовувалися в історичних експериментах для визначення їх природи. Існувало дві теорії: англійський фізик Вільям Крукс вважав, що вони є «променевою матерією»; тобто електрично заряджені атоми, тоді як німецькі вчені Генріх Герц та Євген Гольдштейн вважали, що це «коливання ефіру»; якась нова форма електромагнітних хвиль. У 1876 році Євген Гольдштейн довів, що вони походять від катода та назвав їх катодні промені. Питання було вирішено в 1897 році, коли Дж. Дж. Томсон виміряв масу катодних променів та показав, що вони складаються з частинок, яки приблизно у 1800 разів легші за найлегший атом — водень. Отже, це був не атом, а нова частинка, яку він назвав електроном. Він також показав, що електрон ідентичний частинкам, що виділяються фотоелектричними та радіоактивними матеріалами.

## Електронно-променева технологія
Для формування променя та управління ним використовують електронні гармати. Вільними електронами у вакуумі можна керувати електричними та магнітними полями для формування тонкого пучка. Там, де промінь стикається з твердою речовиною, електрони перетворюються на тепло або кінетичну енергію. Цю концентрацію енергії в невеликому об’ємі речовини можна точно контролювати за допомогою електроніки, що приносить багато переваг.
Швидке підвищення температури в місці удару може швидко розплавити цільовий матеріал. В екстремальних умовах роботи швидке підвищення температури може навіть призвести до випаровування, що робить електронний промінь чудовим інструментом для нагрівання, наприклад, зварювання.  Електронні проміни використовуються в багатьох технологічних процесах
.

### Зварювання
З початку електронно-променевого зварювання в промислових масштабах наприкінці 1950-х років було розроблено незліченну кількість електронно-променевих зварювальних апаратів, які використовуються в усьому світі. Ці зварювальні апарати мають робочі вакуумні камери об’ємом від кількох літрів до сотень кубічних метрів з електронними гарматами потужністю до 100 кВт.
Сучасні електронно-променеві зварювальні апарати зазвичай розроблені з системою відхилення, керованою комп’ютером, яка може швидко й точно вести промінь по вибраній ділянці заготовки.

### Механічна обробка
Електронно-променева обробка — це процес, у якому високошвидкісні електрони концентруються у вузький пучок із дуже високою площинною щільністю потужності. Потім поперечний переріз променя фокусується та спрямовується на заготовку, створюючи тепло та випаровуючи матеріал. Електронно-променева обробка може бути використана для точного різання або свердління різних металів. Отримана обробка поверхні краща, а ширина пропилу вужча, ніж в інших процесах. Однак через високу вартість обладнання використання цієї технології обмежується продуктами високої вартості.
Поверхнева обробка виконується шляхом швидкого нагрівання тонкого поверхневого шару матеріалу. Застосування включають загартування, відпалювання, відпуск, текстурування та полірування (за допомогою аргону).

### Печі

Схематичний переріз електродугової печі

У вакуумі електронний промінь є джерелом тепла, яке може розплавити або модифікувати будь-який матеріал . Це джерело тепла або фазових перетворень є абсолютно стерильним через вакуум і оболонку затверділого металу навколо холодних мідних стінок тигля. Це гарантує, що найчистіші матеріали можуть бути виготовлені та очищені в електронно-променевих вакуумних печах. Рідкісні та тугоплавкі метали можна виробляти або рафінувати у вакуумних печах малого об'єму. Для масового виробництва сталі в промислово розвинутих країнах існують великі печі з потужністю в метричних тоннах і потужністю електронного променя в мегаватах.

### Літографія
Електронно-променева літографія дозволяє в рекордних експериментальних установках отримувати структури з роздільною здатністю менш як 1 нм, недосяжною для жорсткого ультрафіолетового випромінювання, завдяки меншій дебройлівській довжині хвилі електронів, порівняно зі світлом (див. Квантова механіка).

## Електронна оптика
Електронна оптика займається питаннями формування, фокусування і транспортування пучків заряджених частинок, зокрема електронів, у магнітних і електричних полях
.

### Електронний мікроскоп

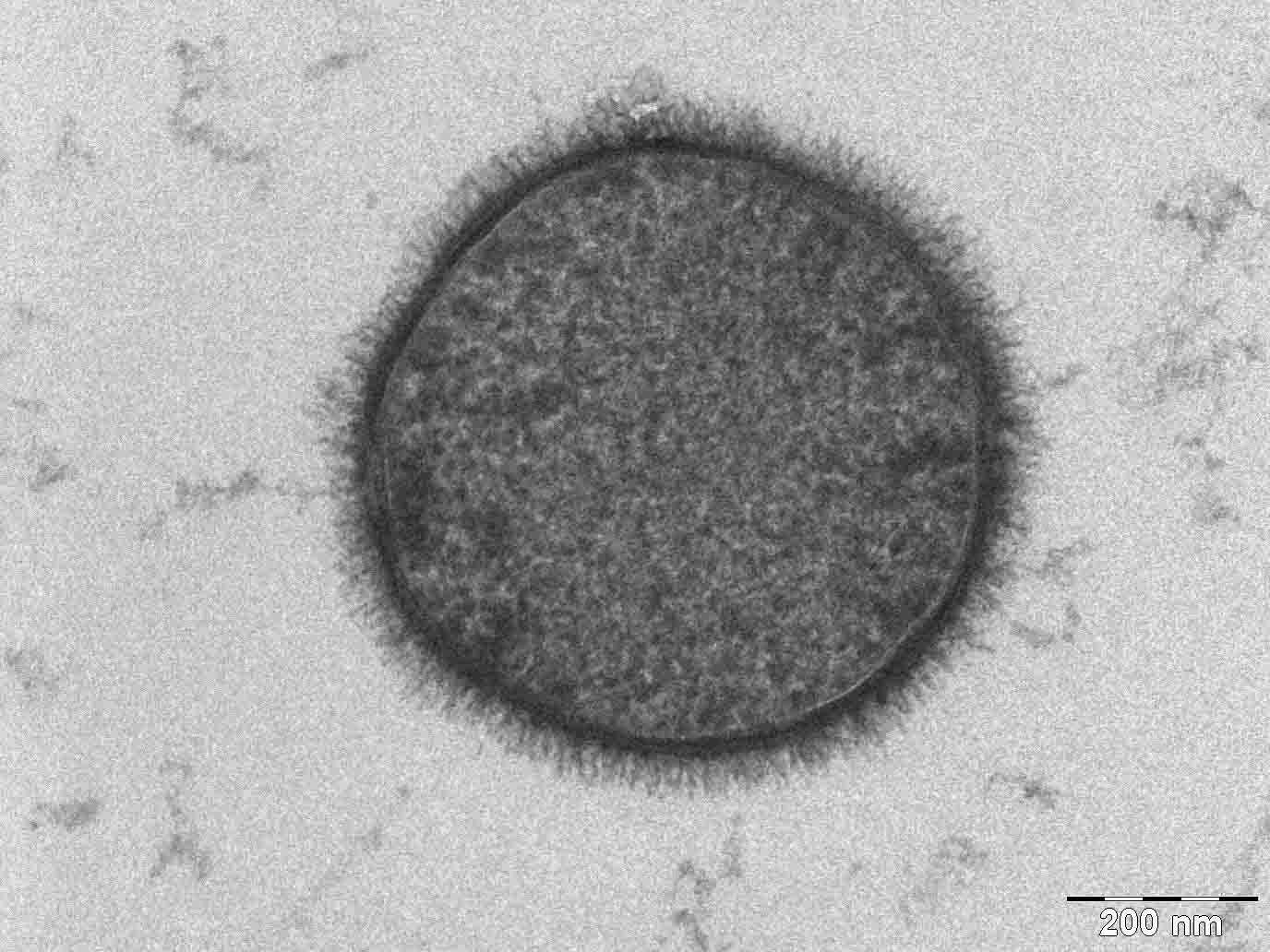
Мікрофотографія зрізу клітини Bacillus subtilis, зроблена за допомогою Tecnai T-12 TEM. Шкала 200 нм.

Електронний мікроскоп — прилад для отримання збільшеного зображення мікроскопічних предметів, в якому використовується властивість речовини частково поглинати електронний промінь. Електронні мікроскопи мають більшу роздільну здатність у порівнянні з оптичними мікроскопами, окрім того, вони можуть застосовуватися також для отримання додаткової інформації щодо матеріалу й структури об'єкта. Перший електронний мікроскоп  збудував в 1931 році німецький інженер Ернст Руска . Він отримав за це відкриття Нобелівську премію з фізики в 1986 році.  Існують два поширені типи: сканувальний  електронний мікроскоп (SEM) та просвічуючий електронний мікроскоп (TEM).

### Електронна пікоскопія

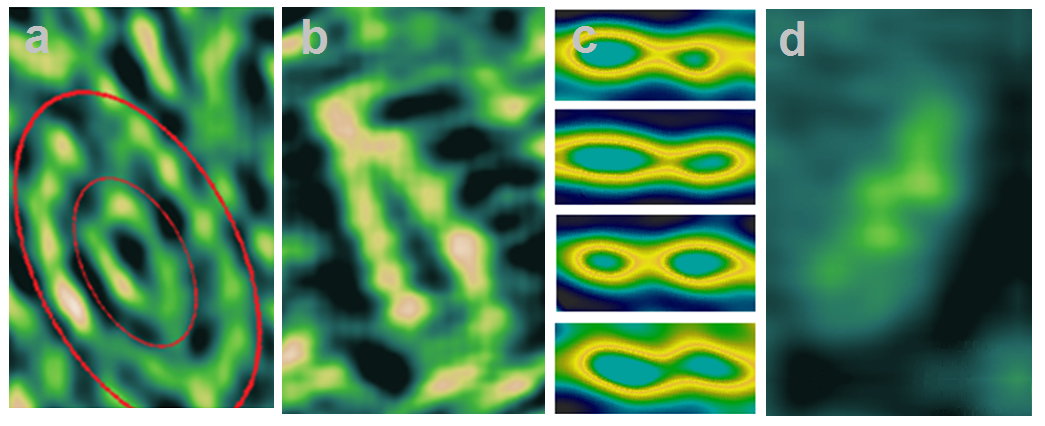
Електронна пікоскопія: a) вуглецеві нанотрубки ;
b) руденіт; c) ковалентний хімічний зв'язок у кристалічному кремнію ;
d) окрема молекула пентану. Роздільна здатність 10 пм.

Електронна пікоскопія(англ. picoscopy) — технологія для отримання прямого зображення пікоскопічних об'єктів (атомів, молекул та хімічних зв'язків), яка використовує ефект зсуву електронного променя пропорційно щільності електронної хмарки атома. Цей ефект робить атом видимим, - атом починає світитися, зображуючи власну форму. Перший пікоскоп був створений українським фізиком О. П. Кучеровим та інженером С. Є. Лавровським у 2017 році. Електронна пікоскопія дозволяє доволі точно в деталях  вивчати взаємне розташування атомів в кристалі або в молекулі та просторову форму хімічних зв'язків. В результаті використання електронної пікоскопії було знайдено нову речовину Руденіт, який являє собою  надщільну алотропну форму вуглецю з двошаровою алмазоподібною структурою існування якого згодом було підтверджене незалежною групою вчених .

## Бета-промені

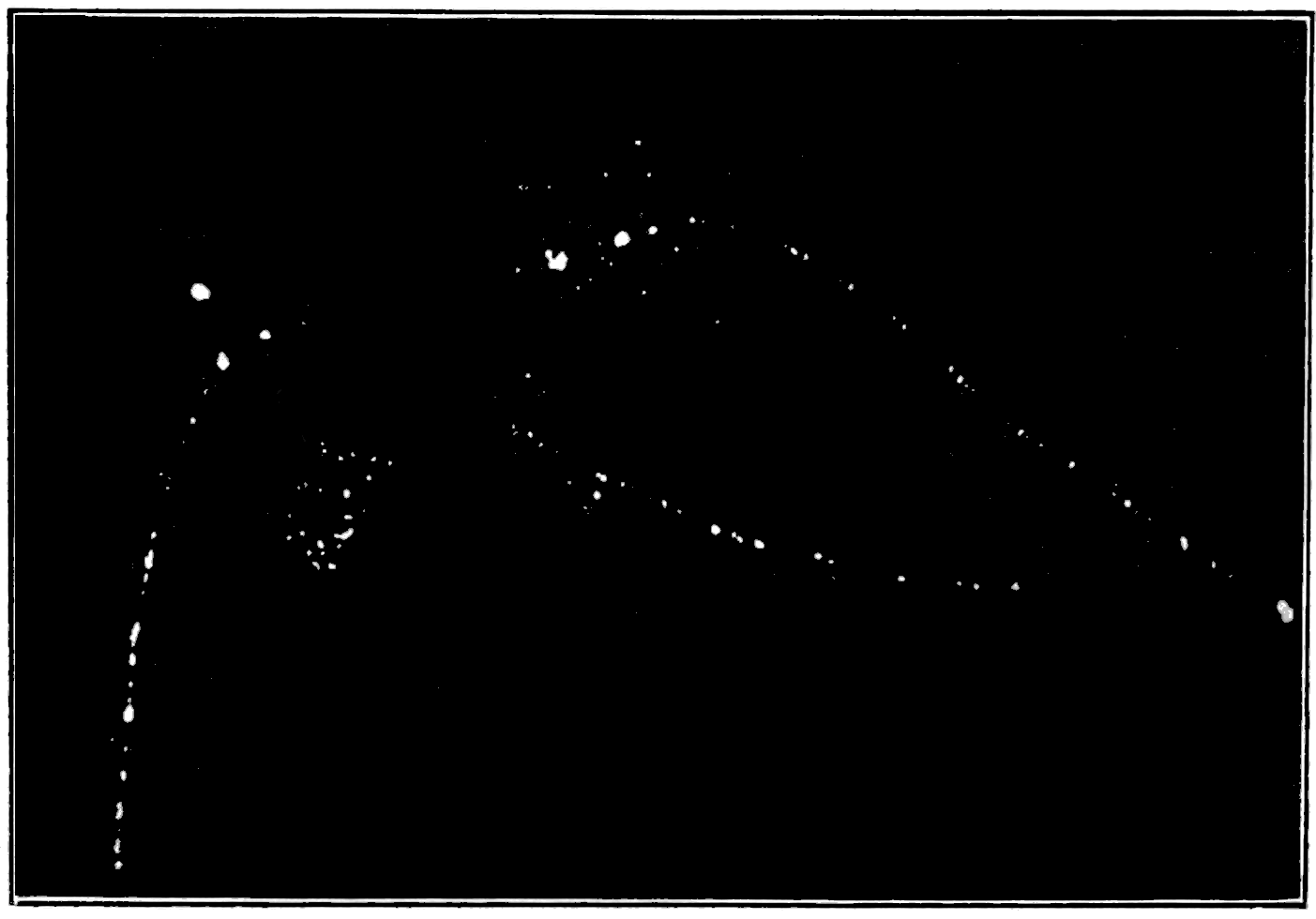
Треки, залишені електронними промінями у камері Вільсона

Проміні, що виникають при бета-розпаді ядер називають Бета-промені. Бета-частинки з конкретного джерела не мають типової енергії, а натомість можуть мати будь-яку енергію у широкому спектрі від нуля до деякої максимальної енергії, характерної для цього нукліда. Крім того, концентрація іонізованих частинок є значно нижчою, оскільки проникна здатність бета-променів є значно більшою, ніж в альфа-частинок: пробіг електрона з енергією 1.1 МеВ становить майже 4 м у повітрі. близько 5 мм у тілі та близько 0.5 мм у свинці. Довжина пробігу залежить від енергії. Існує емпіричне правило для визначення пробігу бета-частинок у речовині: довжина пробігу у сантиметрах дорівнює половині енергії частинки (у МеВ) поділеної на густину середовища (у г/см³). Через більшу проникну здатність джерела бета-променів призводять до опіків при потраплянні на шкіру, проте затримуються одягом.

## Електронний промінь в природі

Анімація удару блискавки

В природі електронний промінь зустрічається у вигляді блискавки, яка є іскровим розрядом. Під впливом електричного поля вільні електрони, які завжди є в атмосфері, набувають великої швидкості і при зіткненні з молекулами іонізують їх. Внаслідок цього у повітрі збільшується кількість електронів, які знову розганяються електричним полем і також спричиняють іонізацію молекул.
У вузькому каналі повітря лавиноподібно збільшується кількість електронів, що рухаються від хмари до землі. Цим іонізованим каналом, як у провіднику, із хмари починають витікати заряди. Виникає так званий лідер блискавки, який пробігає 50—100 м і зупиняється. Потім він відразу ж відновлюється у тому ж каналі та пробігає ще таку ж відстань. Так триває, доки електронний промінь не досягне землі.